# 費里斯堡 (密歇根州)
費里斯堡（英語：Ferrysburg）是一個位於美國密歇根州渥太華縣的城市。

## 人口
根據2020年美國人口普查的數據，費里斯堡的面積為9.30平方千米，當中陸地面積為7.74平方千米，而水域面積為1.55平方千米。當地共有人口2952人，而人口密度為每平方千米317人。